# Bicromatometria
La bicromatometria è una titolazione redox che usa come reattivo il bicromato.
La reazione analitica è:
Cr2O72− + 14H+ + 6e− → 2Cr3+ + 7H2O E0 = 1,33 V
L'equilibrio tra le specie Cr2O72−/CrO42− è regolato dal pH, l'analisi deve essere condotta in ambiente acido. Il bicromato è di colore arancione mentre Cr(III) è verde sottobosco, queste caratteristiche potrebbero essere sfruttate per individuare il viraggio, ma la colorazione verde non è molto intensa, quindi si usano solitamente degli indicatori. Tra i più utilizzati: ferroina, acido N-fenilantranilico e difenilamminosolfonato.
L'analita principale è il Fe(II), possono comunque essere titolare sostanze per via indiretta sempre sfruttando la coppia Fe3+/Fe2+. Essendo il potenziale di riduzione simile a quello dell'ossigeno il bicromato viene usato per la determinazione del COD.
Il bicromato di potassio è una sostanza madre quindi, in generale, non occorre standardizzare le soluzioni, se è invece necessario si utilizza del ferro elettrolitico. La bicromatometria viene usata per standardizzare soluzioni di solfato ferroso.